# Domingo Pérez de Grandallana y Sierra
Domingo Pérez de Grandallana y Sierra (Jerez de la Frontera, 1753 – Madrid, 10 agosto 1807) è stato un ammiraglio spagnolo, che fu Ministro della Marina tra il 3 aprile 1802 e il 6 febbraio 1805. Autore delle Reflexiones sull'impiego delle navi da parte delle flotte francesi e inglesi dell'epoca, e della Real Ordenanza naval para el servicio de los bajeles de S.M. sull'impiego delle navi della Real Armada spagnola rimasta in vigore tra il 18 settembre 1802 e il 21 ottobre 1806. Ricoprì l'incarico di Consigliere di Stato tra il 1805 ed il 10 agosto 1807, data della sua morte.

## Biografia

### I primi anni nella Real Armada
Nacque a Jerez de la Frontera nel 1753, figlio di don Francisco Pérez di Grandallana y Cabeza Monresin e sua moglie doña María de Sierra y Sousa. Il 13 ottobre 1766, all'età di tredici anni, entrò nella Real Armada Española come aspirante guardiamarina della Compagnia del Dipartimento di Cadice, e in ragione della giovanissima età dovette ottenere una dispensa reale. Passato l'esame teorico fu considerato pronto all'imbarco, destinato ad una fregata. Il primo viaggio di istruzione fu lunghissimo, in quanto la nave salpò dalla baia di Cadice con rotta verso il porto di Soledad, e da lì parti in direzione di Capo Horn, doppiandolo e raggiungendo il Perù, per toccare dapprima il porto di Callao e poi quello di Lima. Una volta effettuati i necessari rifornimenti e le riparazioni del caso la nave salpò in direzione delle Filippine, arrivando a Manila, da dove diresse verso Capo di Buona Speranza per doppiarlo e ritornare in Patria. Durante il suo primo viaggio egli aveva attraversato quattro volte l'Equatore, compiendo a tutti gli effetti il giro del mondo.
Al suo arrivo in Spagna andò in licenza per rimettersi dalle innumerevoli fatiche sostenute durante la lunga navigazione, e al ritorno presso la Compagnia di Cadice il suo comportamento tenuto durante il viaggio venne esaminato ed approvato, e fu promosso al grado di alférez de fregata il 21 agosto 1770. Per aver dimostrato grande padronanza dell'arte marinara, e nonostante la sua giovane età e il suo grado, gli fu concesso il comando del cutter San Juan Nepomuceno. Non si hanno altre notizie di lui fino al 1777 quando, con il grado di tenente di vascello, ebbe il primo comando operativo, lo sciabecco Mallorquín, e poco tempo quello del Gamo. Al comando di queste due navi sostenne vari combattimenti contro navi berbere dello stesso tipo, meritandosi una lode dal celebre tenente generale don Antonio Barceló y Pont de la Terra, che in questo tipo di operazioni era considerato ineguagliabile.
Egli dimostrò tutto il suo valore quando, il 24 maggio 1779, al comando dello sciabecco Gamo appartenente ad una divisione di navi similari al comando del capitano di vascello Juan de Araoz, sostenne un combattimento contro vari sciabecchi appartenenti al sultanato di Algeri. Durante la dura battaglia incendiò una nave nemica e ne catturò un'altra, mentre le restanti si diedero alla fuga, non potendo egli inseguirle per non abbandonare e perdere la preda catturata. Per questa vittoria, con Ordine reale del 24 maggio 1779, fu promosso al grado di capitano di fregata, assumendo il comando della fregata Santa Cecilia, appartenente alla squadra del tenente generale don Juan de Lángara y Huarte.

### La guerra d'indipendenza americana
Nell'aprile 1779 la Francia e la Spagna firmarono il trattato di Aranjuez, con cui la Spagna si impegnava a dichiarare guerra alla Gran Bretagna nell'ambito della guerra d'indipendenza americana. Terminati i preparativi, nel giugno dello stesso anno la Spagna entrò in guerra ponendo il 16 dello stesso mese l'assedio, sia terrestre che navale, alla rocca di Gibilterra. Al comando della Santa Cecilia il 16 gennaio 1780 partecipo alla battaglia di Capo San Vincenzo contro la squadra dell'ammiraglio inglese George Brydges Rodney.. Per il valore dimostrato durante il combattimento, che terminò con una sconfitta spagnola, fu proposto dall'ammiraglio Lángara per l'avanzamento al grado di capitán de navío, ottenuto con editto reale il 3 febbraio seguente. Nessuno prima di allora aveva ottenuto tale grado con soli quattordici anni di servizio nella marina da guerra spagnola.
Con questo grado, e successivamente con quello di brigadiere generale che gli fu concesso due anni più tardi, ebbe il comando in successione dei vascelli San Francisco de Paula, Magnánimo, San Agustín, San Eugenio, San Leandro e Mejicano. Dopo la battaglia di Capo San Vincenzo si dedicò profondamente allo studio delle tattiche navali inglesi e francesi, redigendo un rapporto completo che fu portato all'attenzione delle più alte cariche militari spagnole.
In seguito partecipò ad altri importanti combattimenti come: la spedizione contro il Brasile, la presa dell'isola di Santa Catalina agli ordini dell'ammiraglio francese Marchese di Tilly, il soccorso alla piazzaforte di Melilla, al grande assedio di Gibilterra e all'attacco alle batterie galleggianti che la difendevano, combattimento nel quale fu ferito per la prima volta. Nel 1782 al comando del medesimo bastimento partecipò al combattimento tra la squadra spagnola dell'ammiraglio don Luis de Córdova y Córdova, sostenuto contro la squadra britannica dell'ammiraglio Richard Howe, nelle acque dello stretto di Gibilterra, vicino a Capo Spartel.

### L'occupazione di Tolone nel 1793
Alla dichiarazione di guerra contro la Repubblica francese avvenuta nel 1793, egli prestò servizio nella squadra dell'ammiraglio Francisco de Borja, partecipando alla conquista delle isole di San Pedro e di San Antíoco, alla cattura della fregata Hélene e della sua compagna Richmond, operando poi in appoggio alle operazioni degli eserciti napoletano e piemontese che avanzavano sulla riviera del Var. Il 1º febbraio 1793 la Convenzione dichiarò guerra alla Gran Bretagna, mentre il nuovo Ministro della Marina francese, Jean Dalbarade, iniziò a riordinare i quadri degli ufficiali superiori in servizio effettivo. Già all'inizio dell'anno molte città del sud della Francia, tra cui Marsiglia, Tolone e Lione, si erano sollevate contro la Convenzione, che incaricò il generale Jean-François Carteaux di ripristinare l'ordine. Il 16 luglio le navi inglesi, al comando dell'ammiraglio Samuel Hood posero il blocco navale alla città. Quasi contemporaneamente una squadra spagnola, forte di 18 navi di linea, una fregata e un brigantino, era salpata da Cartagena con rotta verso Tolone. Sul vascello Reina Maria Luisa alzava la sua insegna il tenente generale don Juan de Lángara y Huarte, mentre egli era il comandante della nave. Le navi spagnole si unirono a quelle dell'ammiraglio inglese Hood e ad una piccola squadra spagnola al comando dell'ammiraglio don Francisco de Borja.
Per la sua anzianità Juan de Lángara assunse il comando della squadra spagnola, integrata successivamente dall'arrivo di ulteriori tre navi di rinforzo al comando dell'ammiraglio Federico Carlos de Gravina y Napoli, con quest'ultimo che assunse successivamente il comando effettivo delle truppe a terra. Il blocco navale portò la città quasi alla fame, e all'inizio dell'agosto 1793 le forze lealiste francesi assunsero il controllo del porto di Tolone. Il 15 agosto il Comitato tolonese decise di chiedere agli inglesi di lasciare passare le navi mercantili che portavano viveri in nome dell'umanità, ed il giorno 20 due emissari si recarono dall'ammiraglio Hood per chiedergli di far passare le navi dei rifornimenti, ed in cambio essi avrebbero ceduto il controllo della città agli inglesi. Il 24 agosto su ordine del presidente del Comitato tolonese Le Bret d'Imbert la città, in nome e per conto del successore di Luigi XVI, cioè suo figlio Luigi XVII, venne consegnata agli inglesi, mentre sulle navi si doveva innalzare la bandiera bianca con il giglio rosso dei Borbone. Questa decisione portò a scene di aperta ribellione bordo della navi francesi, comandate dall'ammiraglio Jean-Honoré de Trogoff de Kerlessy con molti dei suoi subordinati che si rifiutarono di eseguire l'ordine.
Le navi alleate arrivarono davanti a Tolone il 27 agosto, ed il giorno dopo sbarcarono le prime truppe di occupazione che presero possesso del porto, dell'arsenale e della città. Il giorno 28 si ancorarono nella rada ventuno navi inglesi e diciassette spagnole, mentre lì si trovavano anche ventuno vascelli francesi al comando dell'ammiraglio lealista de Trogoff de Kerlessy, oltre ad altre navi in costruzione o allestimento. L'8 settembre le prime truppe dell'esercito rivoluzionario, al comando del generale Carteaux, e che annoverava tra le sue file un giovane comandante d'artiglieria di nome Napoleone Bonaparte, iniziarono a circondare la piazzaforte di Tolone. Sotto le direzione di Bonaparte l'artiglieria francese prese a colpire con efficacia le fortificazioni della città. Il 1º ottobre il presidente del Comitato tolonese, Le Bret d'Imbert, fece proclamare Re di Francia l'erede al trono che assunse il nome di Luigi XVII. Il 30 novembre le forze rivoluzionarie, al comando del generale Jacques François Dugommier, si scontrarono con le truppe alleate riportando il primo successo. Durante la battaglia esse catturarono il generale inglese Charles O'Hara, che aveva sostituito, non senza contrasti, il contrammiraglio Gravina, rimasto precedentemente ferito in azione, al comando delle truppe terrestri. Durante le operazioni in difesa di Tolone, egli venne nominato jefe de escuadra, alzando la sua insegna sul vascello da 112 cannoni Mejicano, e dopo il ferimento di Gravina, divenne secondo in comando dell'ammiraglio Lángara.
Nella notte tra il 16 ed il 17 dicembre le truppe rivoluzionarie francesi lanciarono l'attacco finale contro Tolone, e il reimbarco delle truppe spagnole fu brillantemente diretto dal contrammiraglio Ignacio María de Álava, che fu uno degli ultimi a lasciare la città, imbarcandosi con gli ultimi difensori sulla fregata Florentina. Durante la fasi dell'evacuazione, cui prese parte in prima linea, egli rimase ferito per la seconda volta. Ritornato all'arsenale di Cartagena trasferì la sua insegna sul vascello da 74 cannoni Vencedor, con cui andò a Livorno per imbarcare il Principe di Parma, che doveva sposare la principessa Maria Luisa. La nave sbarcò il Principe di Parma a Cartagena il 10 maggio e una volta rientrato in Patria fu incorporata nella squadra navale agli ordini dell'ammiraglio Gravina, ed egli divenne secondo in comando concorrendo alla difesa della città spagnola di Rosas che stava per essere attaccata dai repubblicani francesi. Durante le operazioni navali gli fu affidato il comando di quattro vascelli con cui, operando in totale indipendenza, effettuò attacchi su Santa Margherita, Tolone e le isole di Hyères. Rimase impegnato in queste operazioni fino alla firma della pace di Basilea, avvenuta il 22 luglio 1795. Rientrata a Cartagena, come abitudine dell'epoca, la squadra passò in disarmo ed egli dovette ammainare la propria insegna rimanendo senza un comando operativo, a disposizione dello stesso Arsenale. Si trovava lì quando nel 1796 gli arrivò l'Ordine Reale che gli comunicava il suo avanzamento al rango di contrammiraglio.

### La guerra contro l'Inghilterra
In seguito al Trattato di San Ildefonso, nell'ottobre 1796 la Spagna dichiarò guerra alla Gran Bretagna e al Portogallo. Il 14 febbraio 1797, vicino a Capo San Vincenzo l'Esquadra dell'Océano, al comando dell'ammiraglio José de Córdova y Ramos, si scontrò con quella inglese al comando dell'ammiraglio Sir John Jervis. Dopo la cocente sconfitta l'ammiraglio de Córdova y Ramos fu sostituito da don José de Mazarredo Salazar Muñatones y Gortázar, che lo nominò comandante della terza divisione appartenente alla squadra dell'Océano. Al suo arrivo a Cadice alzò la propria insegna sul vascello a tre ponti da 112 cannoni Santa Ana. La squadra spagnola era di tanto in tanto sottoposta a bombardamenti da parte della navi inglesi al comando del commodoro Horatio Nelson, che furono sempre respinte al largo dall'intervento di navi e lance cannoniere. Nelson dovette abbandonare il blocco di Cadice facendo rotta per le isole Canarie, dove l'aspettava una spiacevole esperienza. Nel 1798 la Santa Ana faceva parte della squadra dell'ammiraglio de Mazarredo y Cortázar, quando quest'ultima uscì da Cadice per trasferirsi a El Ferrol. Era previsto che le navi spagnole si riunissero alla squadra dell'ammiraglio francese Étienne Eustache Bruix, quando quest'ultima fosse transitata davanti al porto di El Ferrol, ma purtroppo per l'ammiraglio francese, salpato da Brest il 26 aprile 1799, tale operazione non riuscì.
Nel giugno 1799 la squadra spagnola prese il mare dirigendo verso Cartagena, dove si riunì a quella dell'ammiraglio Bruix, salpando da questo porto per approdare il 12 luglio a quello di Cadice. Dopo pochi giorni le navi francesi, terminate le operazioni di rifornimento, lasciarono Cadice per fare ritorno a Brest. Le seguiva una formazione navale spagnola di 18 vascelli che comprendeva anche la sua nave, ma purtroppo il suo vascello si incagliò a las Puercas, e ci volle molto lavoro per liberarlo e trasferirlo presso l'arsenale di La Carraca, in vista dei previsti lavori di riparazione. Questo fatto gli impedì di prendere parte alla spedizione in Francia, rimanendo forzatamente a terra.

### L'ascesa al Ministero della Guerra
Nel 1787 il re Carlo III avviò una profonda riforma del meccanismo dello stato, e l'8 luglio dello stesso anno creò la Junta Suprema del Estado, suddividendola in sette segreterie generali: due delle Colonie, una rispettivamente per Commercio e Navigazione, Marina, Guerra, Grazia e Giustizia, Finanze. In seguito Re Carlo IV, con un decreto emanato il 25 aprile 1790, le ridusse a cinque. Nell'ottobre 1799 un decreto reale riunì in un unico organismo le segreterie della Guerra e della Marina, e a capo del neocostituito Ministero della Guerra fu posto A. Cornel de Benascqe.
Il 3 aprile 1802 il generalissimo de Mar y Tierra Manuel Godoy lo nominò Ministro della Marina della Marina in quanto da lui reputato un ottimo ufficiale, dotato di grandi doti morali ed organizzative. Il 18 settembre 1802 egli emanò da Barcellona le nuove disposizioni generali sull'impiego della navi, denominate Real Ordenanza naval para el servicio de los bajeles de S.M., che sostituivano quelle precedentemente emanate da de Mazarredo y Cortázar, con cui non correvano buoni rapporti, nel 1793. All'interno del Consiglio della Guerra (Consejo de Guerra) egli si caratterizzò per le sue grandi conoscenze, sempre attento a qualunque suggerimento arrivasse dai suoi colleghi. A questo si univa la forma da lui adottata nel presentare al Re le sue opinioni perché, nonostante la cosa fosse molto criticata in quel momento, mai esprimeva la sua volontà o preferenza, lasciando sempre in questo modo che Sua Maestà scegliesse secondo la sua conoscenza o preferenza, mantenendosi lontano dal poterne influenzare le scelte. Una delle sue migliori proposte fatte al governo, e da questo accettata, fu di assegnare la consegna della posta marittima agli ufficiali della Real Armada, ottenendo con ciò che la maggior parte degli ufficiali di grado inferiore ricevessero una buona formazione nautica ed una grande conoscenza di qualsiasi mare, continuando a navigare ed a maturare esperienza anche nei periodi di pace.
Il suo mandato al Ministero si caratterizzò sempre per l'estrema franchezza e lealtà verso il Re, cui disse sempre la verità senza mai nascondergli niente. Questa condotta morale gli procurò più di un dispiacere, dato l'alto grado di corruzione che esisteva presso la Corte di Madrid. I suoi nemici approfittarono del momento critico nelle relazioni con la Gran Bretagna, prodotte dalla cattura di un convoglio formato da quattro fregate spagnole, al comando di José de Bustamante y Guerra, che trasportavano un carico di oro in Patria, avvenuta presso Capo Santa María il 5 ottobre 1804. Gli intrighi di palazzo influenzarono a tal punto il re che, per non fare irritare i suoi "amici" della Marina, lo destituì dalla carica di Segretario di stato il 6 febbraio 1805, rimpiazzandolo con Francisco Gil de Lemos.

### Il breve ritorno in azione
Dopo la dichiarazione di guerra contro l'Inghilterra, avvenuta il 14 dicembre 1804, e la sua sostituzione al Ministero della Marina, gli fu affidato il comando della squadra di El Ferrol, formata da dieci vascelli di linea, con dotazioni al completo. Nel poco tempo a disposizione prima di iniziare le operazioni, egli curò particolarmente l'addestramento degli equipaggi, incorporando nella propria squadra anche alcune fregate e brigantini necessari per le operazioni di ricognizione e scoperta.
Il 16 giugno 1805 Napoleone scrisse una lettera da Verona al Ministro della Marina, ammiraglio Denis Decrès, e in tale corrispondenza dichiarò che non apprezzava il fatto che il contrammiraglio Gourdon, bloccato a El Ferrol, dovesse dipendere per ogni tipo di rifornimento dalla decisioni dell'ammiraglio spagnolo. Inoltre essendo venuto a conoscenza dell'intenzione di Manuel Godoy di nominare Grandallana comandante in capo dell'Armada spagnola, lamentava il fatto che egli non avesse buoni rapporti con molti degli alti ufficiali della marina spagnola, in primis con de Mazzaredo y Cortázar. Napoleone preferiva la nomina di Gravina, che conosceva personalmente ed aveva avuto modo di apprezzare quando era stato Ambasciatore spagnolo a Parigi. Inoltre con Grandallana, dotato di forte carattere, potevano sorgere contrasti quando avesse dovuto obbedire alle disposizioni superiori emanate dal comandante della flotta combinata, l'ammiraglio de Villenueve.
Al ricevimento dell'ordine di inizio delle operazioni, la sua squadra fu incorporata in quella al comando dell'ammiraglio Gravina che si trovava presso l'estuario di Ares, unitamente a quella francese al comando dell'ammiraglio Pierre Charles Silvestre de Villeneuve. Il 16 agosto 1805 la flotta combinata approdò nella rada di Cadice, ma alla fine del mese Grandallana ricevette l'ordine di sbarcare, in quanto era stato nominato Consigliere di Stato presso la corte di Madrid, ed ammainò la sua insegna dal vascello a tre ponti Príncipe de Asturias, sul quale alzò la sua l'ammiraglio Gravina.
Egli continuò a prestare servizio a Corte fino alla sua morte, avvenuta a Madrid il 10 agosto 1807 all'età di cinquantaquattro anni. Le sue spoglie furono seppellite con tutti gli onori dovuti al suo grado a Madrid, nella chiesa parrocchiale di San Martin.

### Annotazioni
1. ↑  La squadra inglese era numericamente superiore, forte di 18 vascelli e sei fregate
2. ↑  La squadra dell'ammiraglio Juan de Lángara era composta da 11 vascelli di linea e due fregate. Di queste navi ben sei vascelli vennero catturati, ed uno, il Santo Domingo, andò distrutto.
3. ↑  Con cui partecipò all'attacco di Santo Domingo condotto da De Grasse.
4. ↑  Dal titolo Reflexiones, contava su 301 pagine, ed era suddiviso nei seguenti capitoli: Introducción; Reflexiones sobre nuestra constitución militar y marinera, Artículos de la legislación inglesa, Artículos de la legislación francesa; Comento de ellos, de su táctica, señales y instrucciones; Conclusión.
5. ↑  Quest'ultima venne incendiata dal suo capitano, che non volle fosse catturata dagli spagnoli.
6. ↑  Si trattava dei vascelli Reina Maria Luisa (nave ammiraglia, 112 cannoni), Conde de Regla (114), San Hermenegildo (112), San José (112), San Carlos (114), Terrible (74), San Pablo (74), Santa Isabel (74), San Pascual (74), San Fermín (74), San Agustín (74), Vencedor (74), Oriente (74), Monarca (70), Serio (74), Triunfante (70).
7. ↑  Che il comandante del vascello da 74 cannoni Commerce de Bordeaux, contrammiraglio Jean René César de Saint-Julien de Chabon, arrivò a dichiarare traditore, pur non potendo opporsi apertamente agli inglesi.
8. ↑  Saint-Julien alzò l'insegna di comando su quattro vascelli che rimasero fedeli alla Convenzione
9. ↑  Si trattava di 4.000 soldati, saliti successivamente a ben 17.000.
10. ↑  Per un totale di circa cinquantacinque.
11. ↑  Forte di ventisette vascelli di linea e sette fregate.
12. ↑  Forte di quindici vascelli di linea, cinque fregate, un brigantino ed una cannoniera.
13. ↑  Godoy organizzò il proprio Stato maggiore a sua discrezione, scegliendo i migliori di ogni ramo e dando vita ad una nuova organizzazione della Real Armada.
14. ↑  Secretario de Estado y del Despacho Universal de Marina y Indias
15. ↑  Le Ordenanzas Generales de la Armada Naval furono emesse dall'ammiraglio don José Domingo de Mazaredo y Cortázar l'8 marzo 1793. Lo aiutarono nelle stesura dell'opera il suo assistente, l'accademico don Antonio de Escaño y García de Cáceres, e don Jose de Vargas Ponce, autore di gran parte della scrittura di questo codice, molto più completo dei pochi che erano stati emessi in precedenza.
16. ↑  Tale Real Ordenanza naval para el servicio de los bajeles de S.M. sarebbe rimasta in vigore fino al 21 ottobre 1806, quando ne venne sospesa la sua osservanza.
17. ↑  Le quattro navi spagnole, le fregate Nuestra Señora de las Mercedes, La Clara, La Medea e  La Fama, erano al comando di de Bustamante y Guerra. Nel novembre 1802 le navi erano partite da El Ferrol con rotta per l'America del Sud dove, una volta arrivate, in Perù, avevano caricato a Lima oro e denaro necessari al governo spagnolo, ed avevano fatto rotta per la madrepatria. Il 5 ottobre 1804, al largo di Capo Santa Maria, erano state attaccate da quattro fregate inglesi. Tra navi vennero catturate, mentre la Nuestra Señora de las Mercedes esplose per un incendio sviluppatosi nella santabarbara, che causò la morte di 241 uomini, mentre ci furono solo 51 superstiti. Questa tragedia, unitamente al proditorio attacco inglese avvenuto in tempo di pace, portarono il governo spagnolo a dichiarare guerra alla Gran Bretagna il 14 dicembre 1804.
18. ↑  Secondo lo storico Manuel de la Hera il generalissimo Godoy considerava Gravina un ottimo marinaio, ma troppo filo francese in quanto era stato ambasciatore a Parigi. Grandallana non aveva nulla da invidiare a Gravina come perizia marinara, ed aveva il vantaggio di non essere considerato filo francese. In più Godoy si aspettava che Grandallana guardasse con occhio più critico gli ordini emessi da de Villeneuve, per non compromettere eccessivamente la flotta spagnola.
19. ↑  Grandallana era sposato con María del Rosario Reynoso y Roldán.

### Fonti
1. 1 2 3 4  Duro 1902, p. 246.
2. 1 2  Duro 1902, p. 270.
3. ↑  Cardenas Piera 1995, p. 126.
4. ↑  Duro 1900, p. 263.
5. ↑  Corbett 1905, p. 267.
6. ↑  Duro 1900, p. 339.
7. 1 2 3  Duro 1902, p. 32.
8. ↑  Donolo 2012, p. 44.
9. ↑  Donolo 2012, p. 46.
10. 1 2  Donolo 2012, p. 47.
11. ↑  James 1902, p. 72.
12. 1 2  Donolo 2012, p. 48.
13. ↑  Donolo 2012, p. 42.
14. 1 2 3  Duro 1902, p. 33.
15. ↑  James 1902, p. 76.
16. 1 2 3 4 5  Donolo 2012, p. 49.
17. 1 2  James 1902, p. 73.
18. ↑  Duro 1902, p. 34.
19. 1 2  Duro 1902, p. 35.
20. ↑  Duro 1902, p. 36.
21. ↑  Donolo 2012, p. 50.
22. ↑  Duro 1902, p. 47.
23. ↑  Gaceta de Madrid de 6 de Junio 1794.
24. ↑  Duro 1902, p. 50.
25. ↑  Duro 1902, p. 75.
26. ↑  Duro 1902, p. 82.
27. ↑  Donolo 2012, p. 155.
28. 1 2  Duro 1902, p. 179.
29. 1 2  Donolo 2012, p. 159.
30. 1 2  Castellano 2000, p. 103.
31. 1 2  Castellano 2000, p. 104.
32. 1 2  Nunez 2010, p. 391.
33. ↑  Nunez 2010, p. 378.
34. 1 2  Duro 1902, p. 265.
35. 1 2 3 4 5  Bonaparte 1837, p. 109.
36. ↑  Garcia 2004, p. 293.